# Bruno Méndez (Rennfahrer)

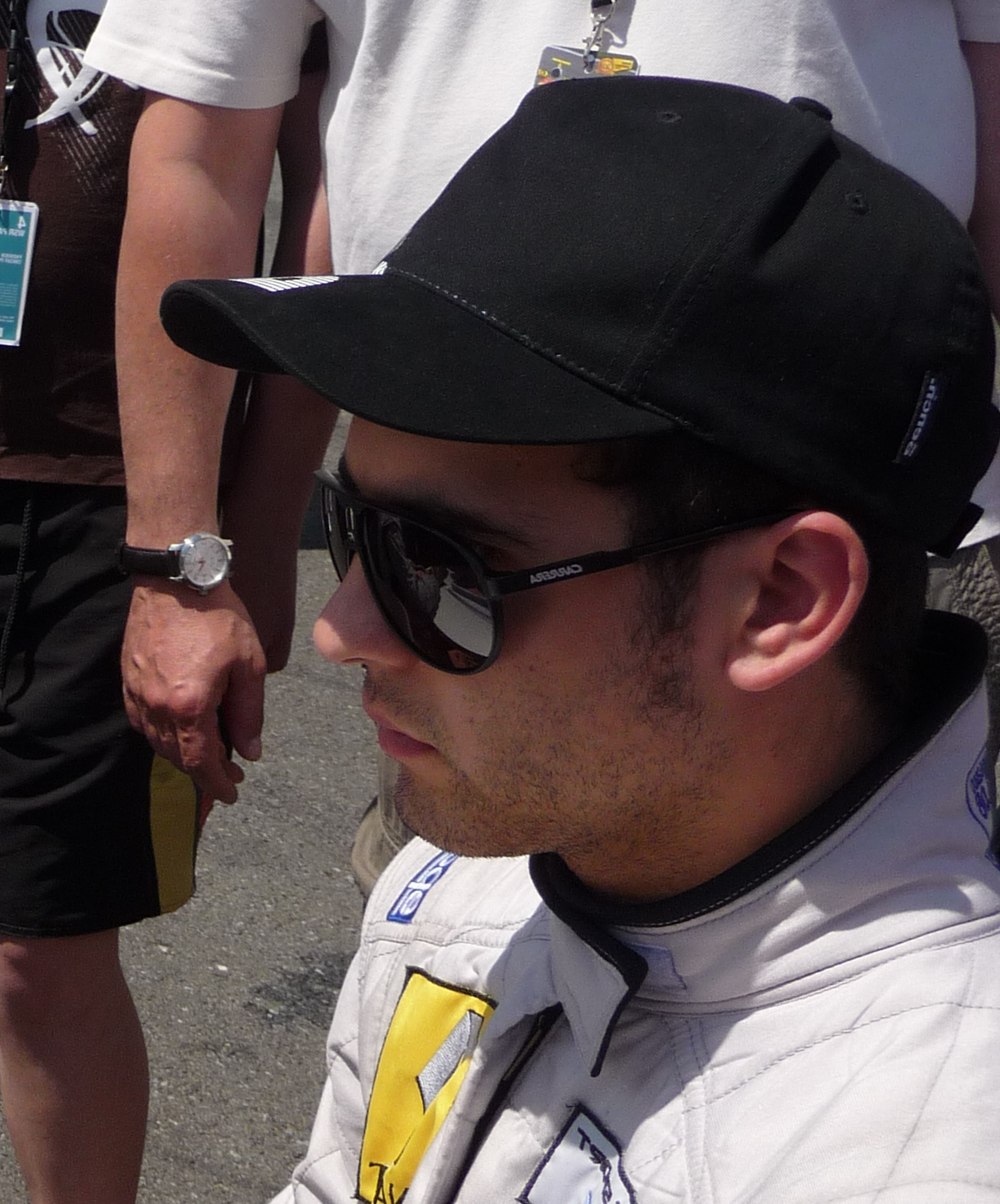
Bruno Méndez 2010

Bruno Méndez López (* 16. April 1990 in La Roda, Asturien) ist ein ehemaliger spanischer Rennfahrer. Er wurde 2009 Meister der European F3 Open. 2011 trat er in der Auto GP an.

## Karriere
Méndez begann seine Motorsportkarriere 1998 im Kartsport, in dem er bis 2005 aktiv war. 2006 wechselte er in den Formelsport und wurde auf Anhieb Vizemeister der spanischen Formel Junior hinter Daniel Campos-Hull. 2007 wechselte er in die spanische Formel 3 und belegte mit zwei Podest-Platzierungen den siebten Gesamtrang dieser Meisterschaft. 2008 blieb der Spanier in der spanischen Formel 3 und verbesserte sich mit einem Sieg auf den fünften Platz im Gesamtklassement. Darüber hinaus startete er bei vier Rennen der Euroseries 3000 und belegte den 16. Gesamtrang in dieser Meisterschaft. 2009 blieb Méndez in der spanischen Formel 3, die zu Beginn der Saison in European F3 Open umbenannt worden war. Méndez gewann vier Rennen und wurde mit zwei Punkten Vorsprung auf Celso Míguez Meister dieser Serie.
Nachdem er bereits am letzten Rennwochenende der Saison 2009 sein Debüt in der Formel Renault 3.5 gegeben hatte, erhielt er 2010 ein Cockpit bei FHV Interwetten.com. Er erzielte nur bei einem Rennen Punkte und verließ die Serie vor dem letzten Rennwochenende. Er belegte den 23. Gesamtrang. Anschließend nahm er an einem Rennwochenende der Superleague Formula teil. 2011 nahm Méndez für Hitech Racing zunächst am Saisonauftakt der britischen Formel-3-Meisterschaft teil. Anschließend wechselte er zu Campos Racing in die Auto GP. Nach dem fünften Rennwochenende wurde er durch Adam Carroll ersetzt. Méndez lag am Saisonende mit einem dritten Platz als bestes Resultat auf dem 13. Gesamtrang.

## Statistik

### Karrierestationen
| - 1998–2005: Kartsport - 2006: Spanische Formel Master (Platz 2) - 2007: Spanische Formel 3 (Platz 7) - 2008: Spanische Formel 3 (Platz 5) | - 2008: Euroseries 3000 (Platz 16) - 2009: European F3 Open (Meister) - 2009: Formel Renault 3.5 (Platz 39) - 2010: Formel Renault 3.5 (Platz 23) | - 2010: Superleague Formula - 2011: Auto GP (Platz 13) - 2011: Britische Formel 3 (Platz 25) |